# Globularia incanescens
Globularia incanescens är en grobladsväxtart som beskrevs av Domenico Viviani. Globularia incanescens ingår i släktet bergskrabbor, och familjen grobladsväxter. Inga underarter finns listade i Catalogue of Life.

## Bildgalleri

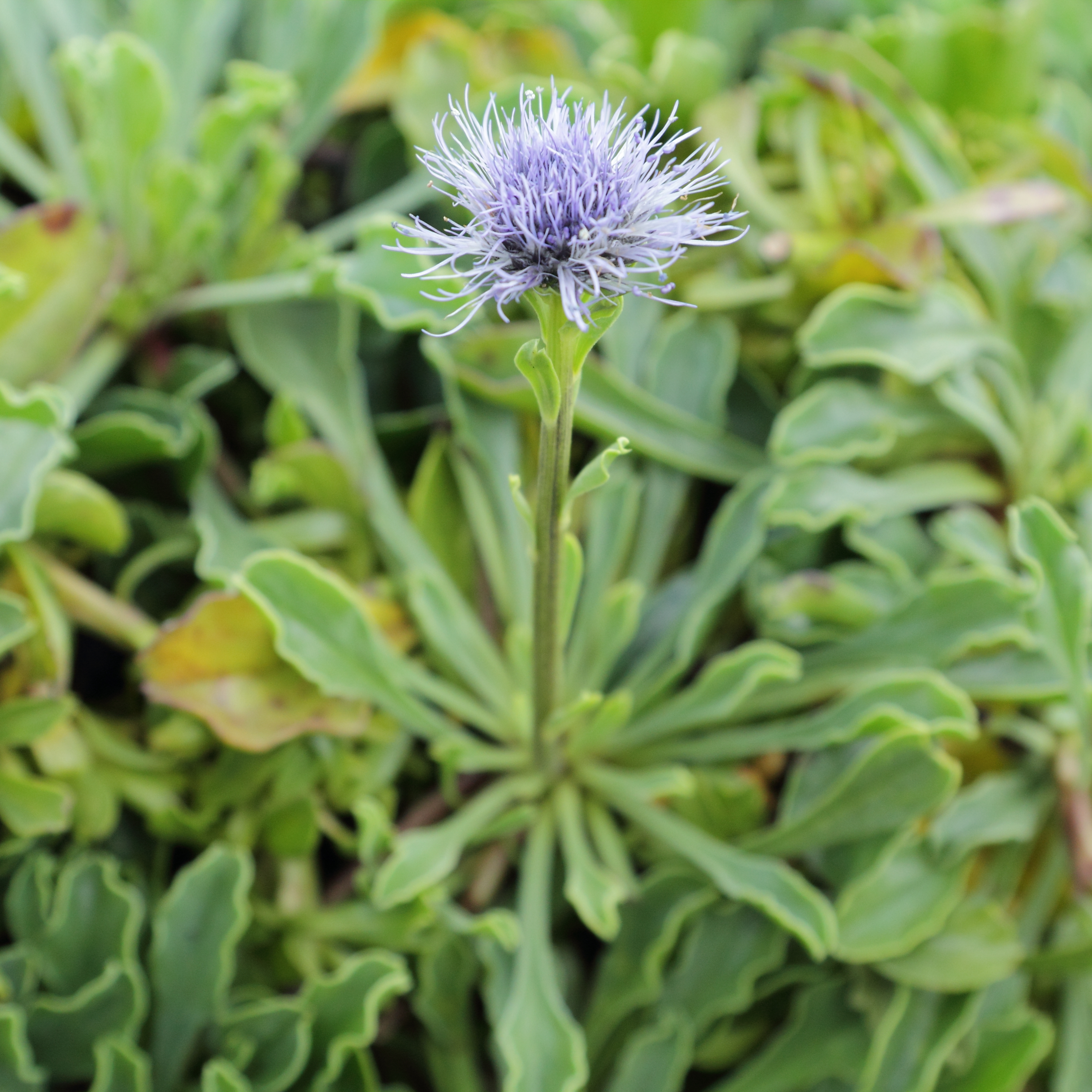